# Kalifornisk rödbukig vattensalamander
Kalifornisk rödbukig vattensalamander (Taricha rivularis) är en salamanderart av släktet Taricha som finns i Kalifornien i USA.

## Utseende
Ryggsidan på den kaliforniska rödbukiga salamandern är brunsvart, medan buken, som det svenska namnet antyder, är klarröd. Huden är normalt torr och vårtig, men under parningstiden får hanen en slät och fuktig hud. Hans kloak sväller också, och fotsulorna utvecklar hornartade dynor. Ögat är helt mörkt, till skillnad från de övriga Taricha-arterna, som har delvis gula ögon. Salamandern är kraftigt byggd, och längden är mellan 14 och 19,5 cm.

## Utbredning
Arten finns endast längs en kortare kuststräcka i norra Kalifornien (från Humboldt County till Sonoma County).

## Vanor
Data om landfasen är vaga och delvis motsägelsefulla. Att arten finns i redwood-skogar tycks vara belagt, men inte hur vanlig den biotopen är bland de olika livsmiljöerna; den har även iakttagits i lövskogar. Det är nästan enbart könsmogna djur som har iakttagits; ungdjuren förmodas gömma sig i underjordiska utrymmen tills könsmognaden. Parningstiden tillbringas i klara bergsbäckar med stenig botten. Livslängden uppskattas till mellan 20 och 30 år.

### Föda och predatorer
Arten livnär sig främst av insekter, som fångas på land under natten och under fuktiga dagar. Under parningstiden förefaller inte arten inta någon föda. Larverna lever av olika, ryggradslösa smådjur. Precis som de övriga arterna av släktet innehåller salamandern neurotoxinet tetrodotoxin, och har därför få fiender; den enda egentliga predatorn är strumpebandssnokar, som förefaller vara immuna mot giftet.

### Fortplantning
Lek och larvutveckling är akvatisk. Likt många andra groddjur föredrar salamandrarna att leka i de vatten där de är kläckta, det vill säga i klara bergsbäckar med stenig botten. Vandringen dit börjar så tidigt som i början av januari, och ungefär en månad senare har hanarna börjat installera sig i lekvattnen. Honorna följer efter 1 till 3 veckor senare. Under leken, som framför allt äger rum tidigt på varma, fuktiga nätter med litet eller inget regn, simmar hanen först till ett läge ovanför honan. Han stryker därefter sin haka mot honans nos och omfamnar henne med sina ben i en amplexus som åtföljs av att han avsätter en spermatofor på bottnen, som honan tar upp med sin kloak. Honan lägger mellan 5 och 15 ägg som hon placerar på undersidan av stenar över vattnet, eller fäster vid vattenväxter. Äggen kläcks efter 20 till 30 dagar och larverna förvandlas efter 4 månader. Uppgifterna om när könsmognaden inträffar, varierar något, från mellan 4 och 6 års ålder till mellan 6 och 10 år.

## Status
Den kaliforniska rödbukiga salamandern är klassificerad som livskraftig ("LC") trots det begränsade utbredningsområdet. Detta till stor del beroende på att biotoperna i utbredningsområdet anses vara mycket lämpade för arten; inga egentliga hot har heller noterats.